# Adrie van der Poel

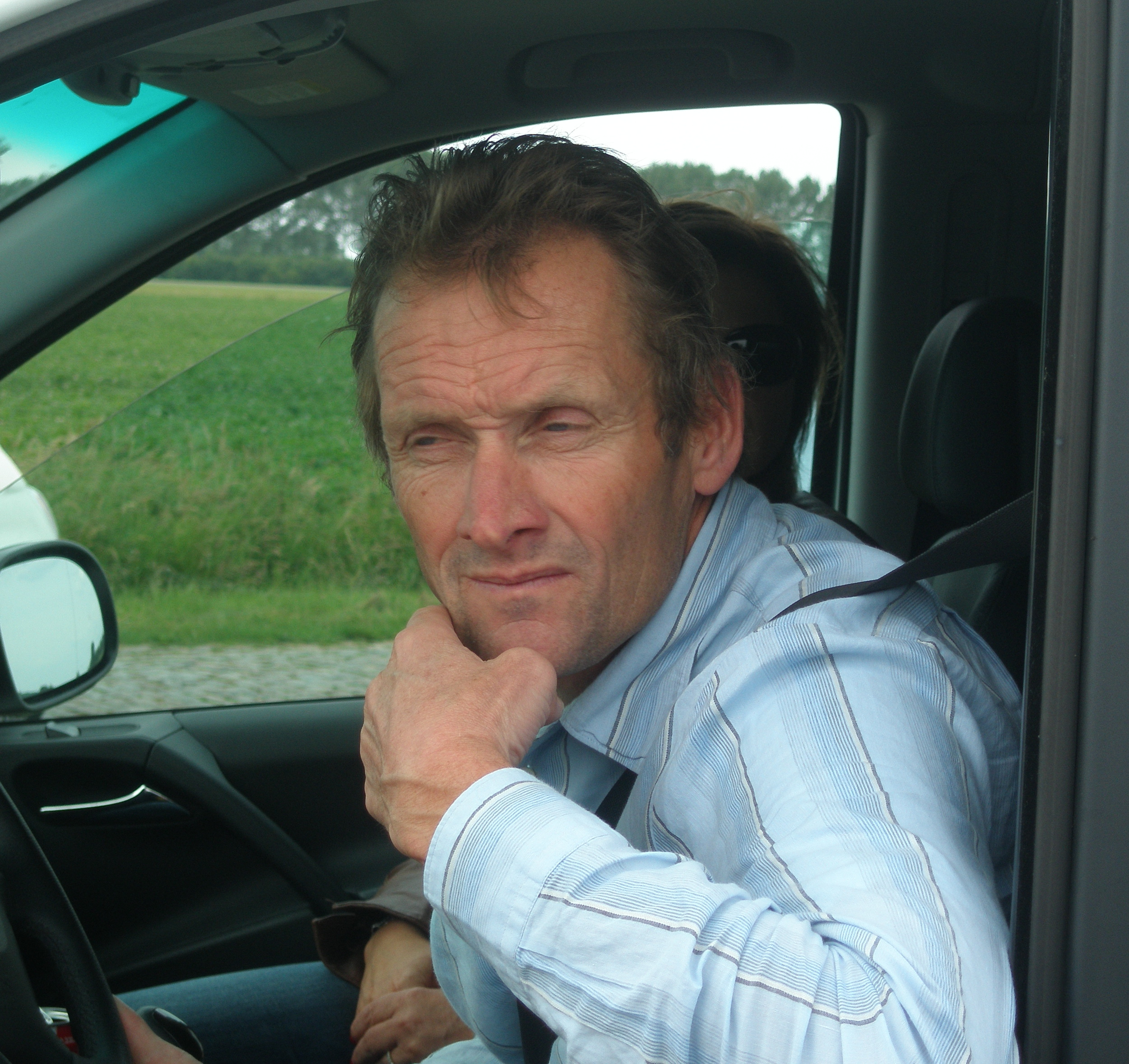
Adrie van der Poel (2011)

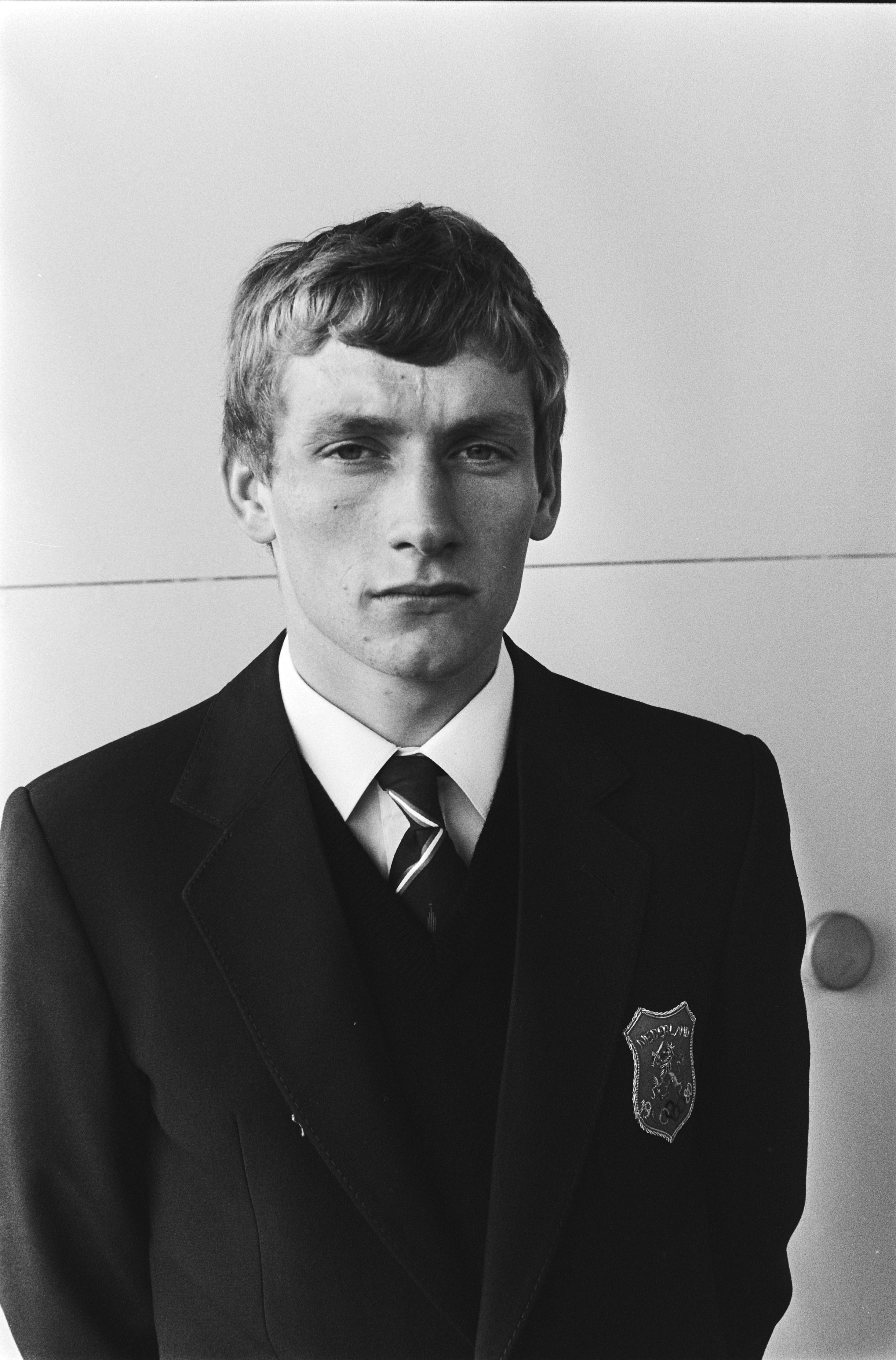
Adrie van der Poel (1980)

Adrianus Aloysius Jacobus „Adrie“ van der Poel (* 17. Juni 1959 in Hoogerheide) ist ein ehemaliger niederländischer Radrennfahrer. Er begann seine Profikarriere 1981 und trat 2000 zurück.

## Karriere
Als Amateur war van der Poel für die Nationalmannschaft der Niederlande Teilnehmer an einigen Landesrundfahrten. 1979 holte er einen Etappensieg in der Rheinland-Pfalz-Rundfahrt. In der Internationalen Friedensfahrt 1982 beendete er das Etappenrennen als 69. der Gesamtwertung. Er war Teilnehmer der Olympischen Sommerspiele 1980 in Moskau.
Zu Beginn seiner Karriere war van der Poel Straßenradfahrer und gewann zahlreiche wichtige Rennen. Unter anderem siegte er bei der Flandern-Rundfahrt, bei Paris–Tours, bei der Clásica San Sebastián und der Meisterschaft von Zürich. 1983 wurde er Vizeweltmeister im Straßenrennen. Daneben gewann er zwei Tour-de-France-Etappen und trug während eines Tages das Gelbe Trikot.
Nicht nur bei Straßenrennen war er erfolgreich, sondern in zunehmendem Maße auch bei Cyclocross-Rennen (frühere Bezeichnung Querfeldeinrennen). Bald etablierte er sich an der Weltspitze und fuhr ab Beginn der 1990er nur noch in dieser Disziplin. 1996 wurde er Weltmeister und entschied 1997 die Weltcup-Gesamtwertung für sich; außerdem erreichte er bei Weltmeisterschaften fünf Mal den zweiten Platz (1985, 1988–91) und zweimal den dritten Rang (1992, 1999).
1984 wurde Adrie van der Poel bei der Sizilianischen Woche wegen Dopings mit Ephedrin drei Monate gesperrt, zusätzlich musste er eine Geldstrafe bezahlen. Später erhielt er wegen Wiederholung eine erneute Strafe, welche zur Bewährung ausgesetzt wurde.
Im niederländischen Hoogerheide wird seit 1988 jährlich ein Cyclocrossrennen ausgetragen, das seit 2003 den Namen „GP Adrie van der Poel“ trägt. Van der Poel hatte 1999 dieses Rennen gewonnen.

## Persönliches
Van der Poel ist der Schwiegersohn des französischen Radrennfahrers Raymond Poulidor und Vater der Radrennfahrer David und Mathieu van der Poel.

## Erfolge
- Meisterschaft von Zürich (1982)
- Paris–Brüssel (1985)
- Clásica San Sebastián (1985)
- Pfeil von Brabant (1985)
- Flandern-Rundfahrt (1986)
- Niederländischer Meister Straßenrennen (1987)
- Paris–Tours (1987)
- 9. Etappe Tour de France 1987
- Lüttich–Bastogne–Lüttich (1988)
- 16. Etappe Tour de France 1988
- Etoile de Bessèges (1988)
- Amstel Gold Race (1990)
- Circuito de Getxo (1991)
- Cyclocross-Weltmeister (1996)

## Teams
- 1981–1982: DAF Trucks
- 1983: Jacky Aernoudt-Rossin
- 1984–1986: Kwantum Hallen-Decosol-Yoko
- 1987–1988: PDM-Concorde
- 1989: Domex-Weinmann
- 1990: Weinmann-SMM-Uster
- 1991–1992: Tulip Computers
- 1993: Mercatone Uno-Zucchini
- 1994: Collstrop-Willy Naessens
- 1995: Collstrop-Lystex
- 1996–2000: Rabobank